# Roberto García Orozco

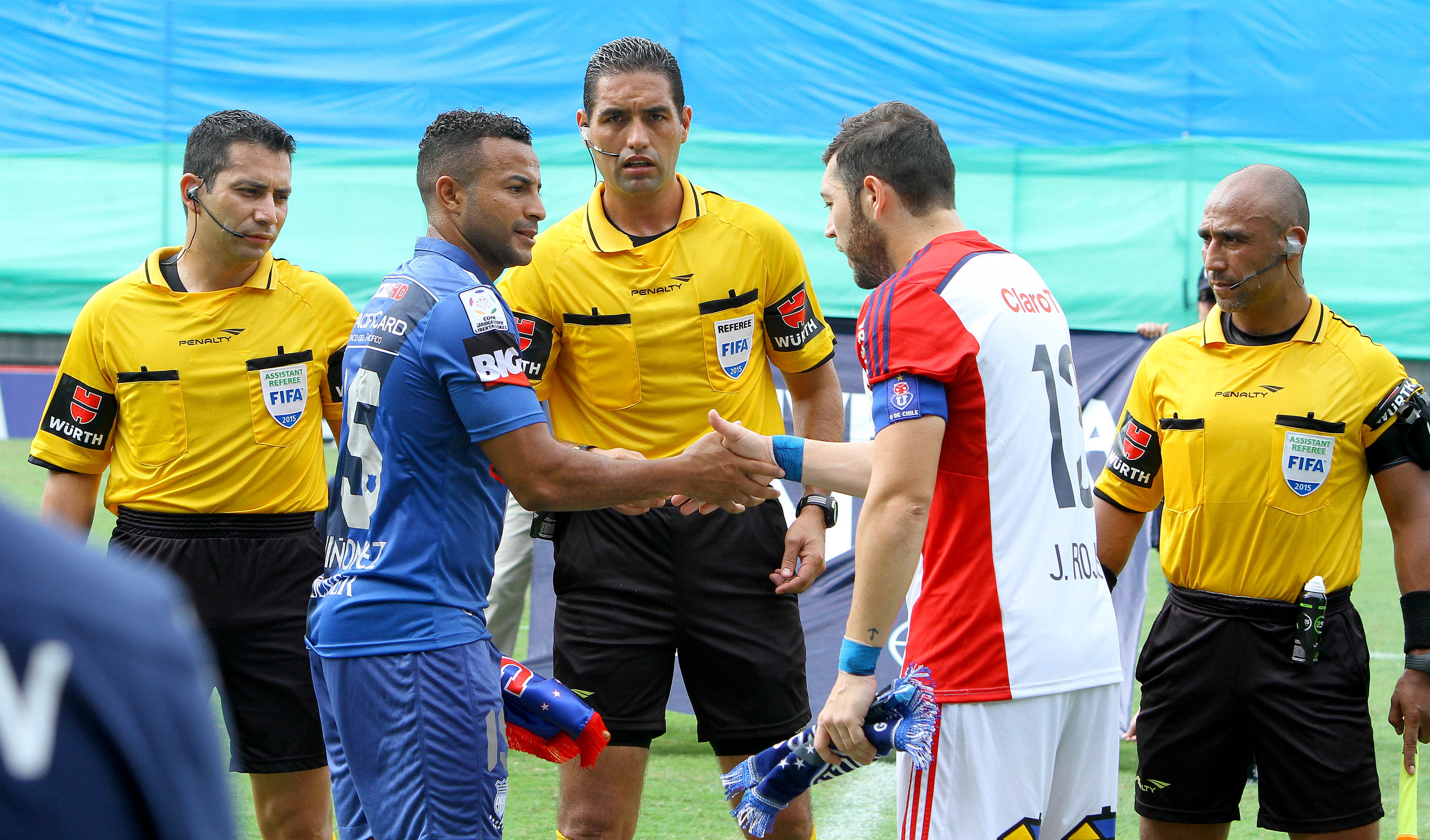
Roberto García Orozco (2015)

Roberto García Orozco (* 24. Oktober 1974 in Mexiko-Stadt) ist ein ehemaliger mexikanischer Fußballschiedsrichter.
Ab 2007 war er FIFA-Schiedsrichter und leitete internationale Fußballspiele.
García Orozco leitete das Final-Hinspiel oder -Rückspiel in der CONCACAF Champions League 2011/12, 2012/13, 2013/14 und 2015/16.
García Orozco war unter anderem beim olympischen Fußballturnier 2012 in London, bei der Copa Centroamericana 2013 in Costa Rica, bei der Copa Centroamericana 2014 in den Vereinigten Staaten, bei der Copa América 2015 in Chile, beim CONCACAF Gold Cup 2015 in den USA und Kanada, bei der Copa América Centenario 2016 in den USA, bei der Klub-Weltmeisterschaft 2016 in Japan und beim CONCACAF Gold Cup 2017 in den USA als Schiedsrichter im Einsatz.